# État de la France

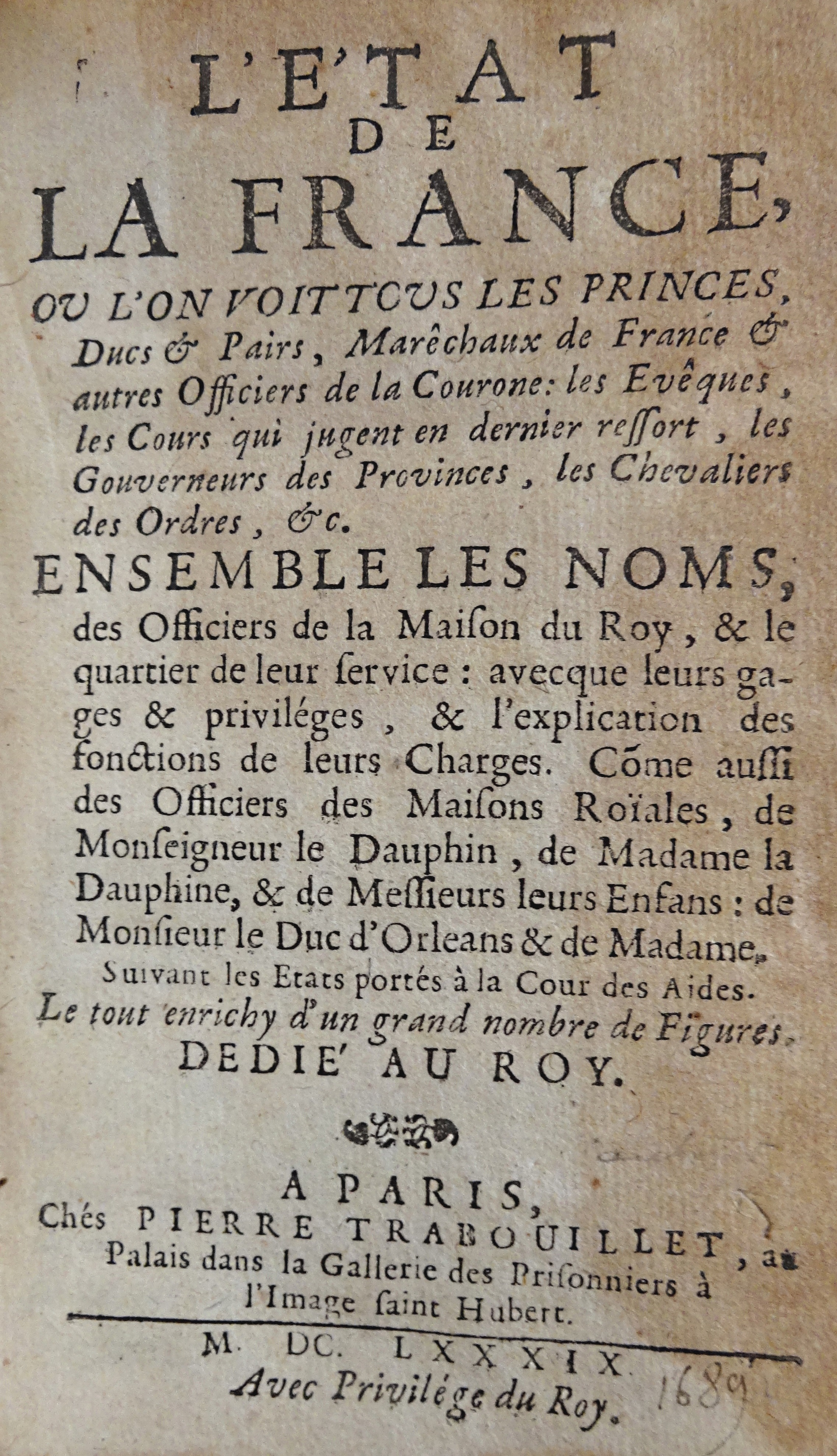
État de la France édité à Paris en 1689.

L'État de la France est un annuaire administratif dont l'ambition était de donner un aperçu général des administrations et des corps formant et constituant le royaume de France.
L'idée fut mise en pratique dès 1619 par la publication d'un premier annuaire. D'autres éditions reprises par divers éditeurs en 1699, 1702, 1708, 1712, 1718, 1727 et 1736 témoignent de l'utilité de ce genre d'ouvrage.
Les éditions de 1727 et 1736 sont les plus accomplies et constituent une source de première valeur aux personnes qui veulent avoir un aperçu de ce qu'étaient les rouages administratifs de la France de cette époque.
Composé de cinq volumes in-folio, il est de loin supérieur en informations et en contenu à l’Almanach royal mais sa lourdeur de maniement, l'importance de la tâche et les ressources nécessaires à son élaboration ont éloigné de lui tant les éditeurs qu'un public qui lui préféra l’Almanach royal, plus succinct, plus maniable, moins onéreux.
Il n'en reste pas moins une source pour qui veut mieux connaître, dans le foisonnement des institutions d'Ancien Régime, le fonctionnement, la nature, décrite en détail jusqu'à la couleur des robes, et les titulaires des divers offices.

## Liste des diverses éditions
- 1689 : Paris, chez Pierre Trabouillet, au Palais
- 1692 : Paris, au Palais
- 1699 : Paris, chez Guillaume de Luyne, au Palais
- 1722 : Paris, chez Michel-Etienne David, sur le Quay des Augustins, à la Providence et au Roy David (enseignes)
- 1727 : Paris, Compagnie des Libraires Associés.
- 1727 : Londres, chez T. Wood et S. Palme.
- 1736 : Paris, chez Théodore Legras, Grand'Salle du Palais, à l'L couronnée (enseigne)
- 1749 : Paris, chez Ganeau, rue Saint-Séverin, 6 volumes, in-folio.
- 1749 : Paris, chez D'Houry fils, rue de la Vieille Boucherie, au Saint-Esprit (enseigne)